# Anaplectoides effusa
Anaplectoides effusa là một loài bướm đêm trong họ Noctuidae.